# フランツ・レオポルド・ノイマン
フランツ・レオポルド・ノイマン（Franz Leopold Neumann, 1900年5月23日 - 1954年9月2日）は、ドイツ・アメリカの政治学および社会学者、法律家（弁護士）。

## 経歴
1900年、ドイツ帝国カトヴィッツ（現：ポーランド領カトヴィツェ）でユダヤ人家庭に生まれた。労働法理論家として、フーゴ・ジンツハイマーの助手として、フランクフルト大学労働アカデミーで活動。しかし、ナチ政権樹立後は、1933年にロンドンに亡命、ハロルド・ラスキに師事。ロンドン・スクール・オブ・エコノミクスで政治学・社会学の学位を取得した。
1936年に渡米し、コロンビア大学に移転したフランクフルト学派に合流した。コロンビア大学の政治学教授となる。同僚にオットー・キルヒハイマーがいる。フランクフルト大学社会研究所出身者で、亡命したテオドール・アドルノ、マックス・ホルクハイマー、ヘルベルト・マルクーゼと共に、亡命地アメリカでの活動を支えた。
1942年に、ナチス・ドイツの体制は政治、軍事、経済、社会・文化のすべての面が統合された独裁体制であると分析した『ビヒモス ナチズムの構造と実際』を著した。大戦前後はウィリアム・ドノバンが創設したOSSのドイツ課で手腕を発揮し、アメリカのロバート・H・ジャクソン連邦裁判官と主席検事テルフォード・テイラーとの共同で、いくつかの起訴状を書き、1946年のニュルンベルク裁判に協力した。また、ベルリン自由大学客員教授もつとめた。
1954年9月2日、スイスのヴィスプで自動車事故により死去。

## 訳書
- フランツ・ノイマン『ビヒモス－ナチズムの構造と実際 1933-1944』岡本友孝、小野英祐、加藤栄一 訳、みすず書房、1963年。ISBN 4-622-01701-6。度々再版されている
- フランツ・ノイマン『政治権力と人間の自由』マルクーゼ編、河出書房新社、1971年
  - 改題新版『民主主義と権威主義国家』内山秀夫・三辺博之・倉沢康一郎・萬田悦夫 訳、1977年
- 『フランクフルト学派のナチ・ドイツ秘密レポート』R・ラウダーニ編[1]、野口雅弘訳、みすず書房、2019年

## 研究内容・業績
- 当時ナチスに関する政治研究で第一人者であったノイマンの授業は、コロンビア大学で人気講義となり、聴講者が殺到して廊下まで立ち見が出るほどであった。

## スパイ活動
フランツ・レオポルド・ノイマンはソ連軍情報部のスパイとしてアメリカで活動していたことが、ベノナ文書の分析により確認されている。「ラフ」というコードネームで暗号電文に登場している。